# Lampa halogenowa

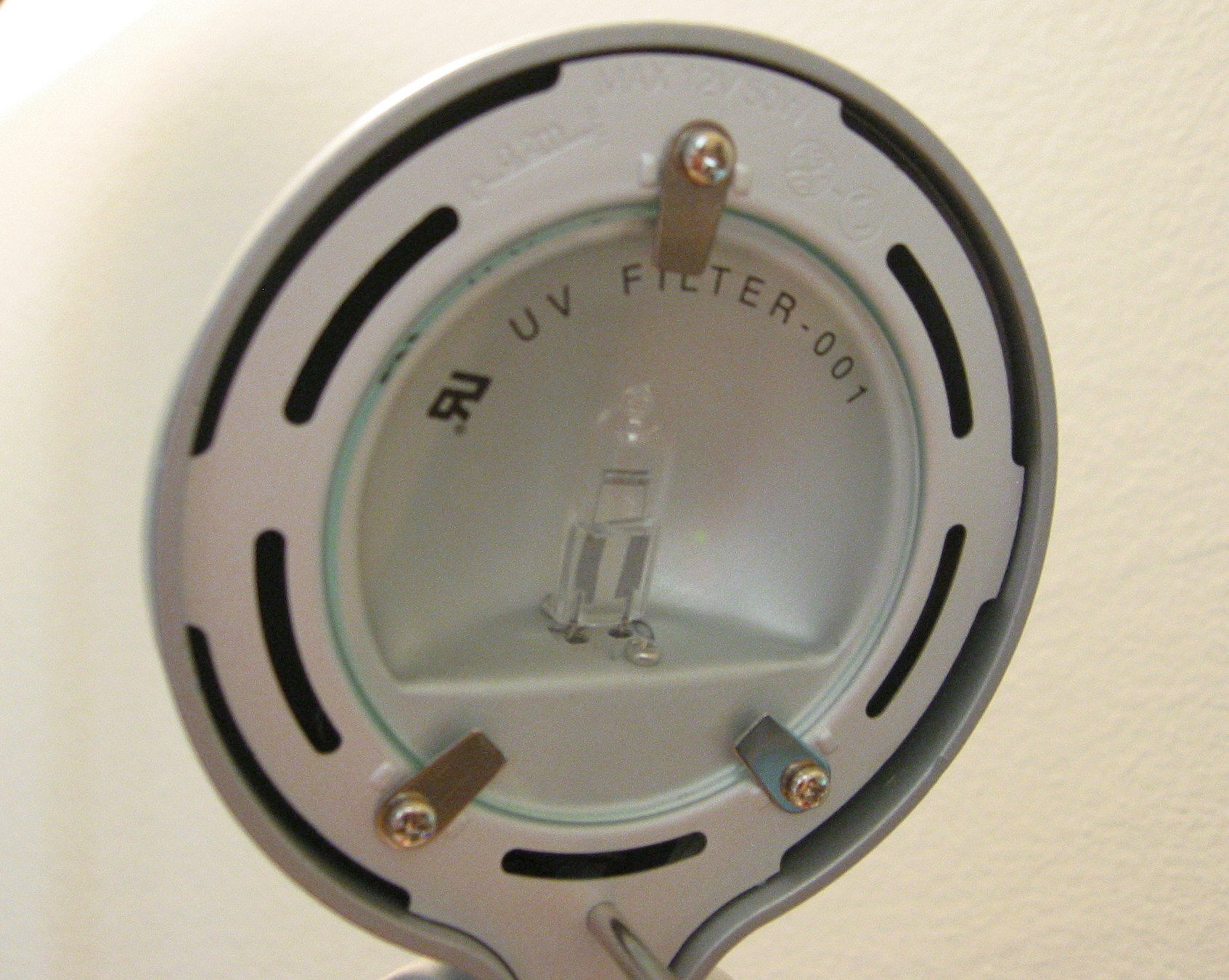
Lampa halogenowa w oprawie z filtrem UV

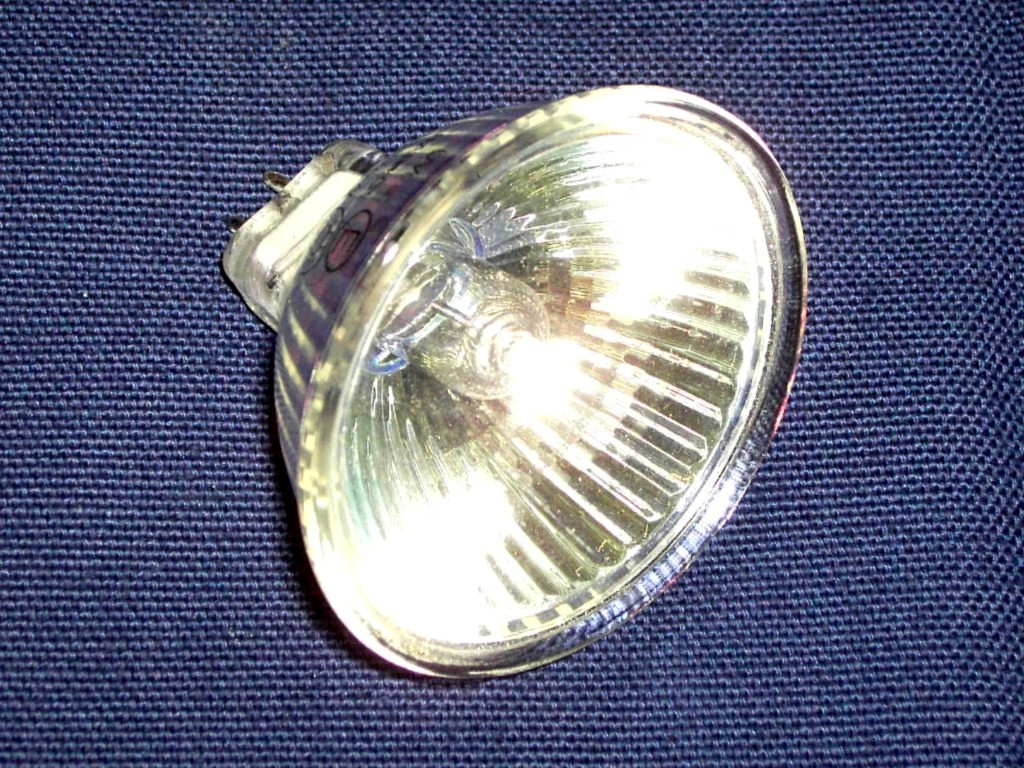
Lampa halogenowa ze zintegrowanym odbłyśnikiem

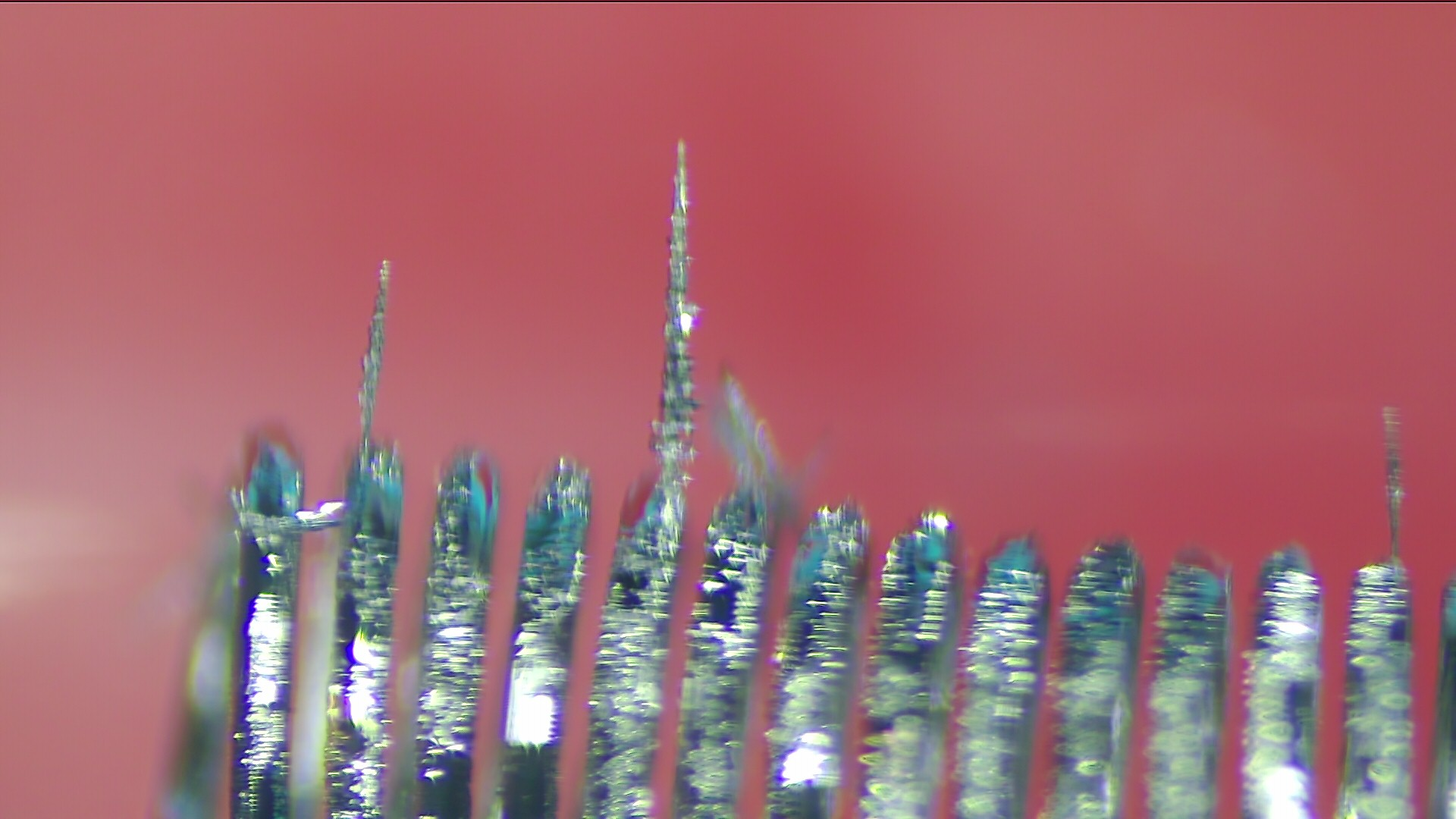
Kryształy wolframu wewnątrz żarówki halogenowej.

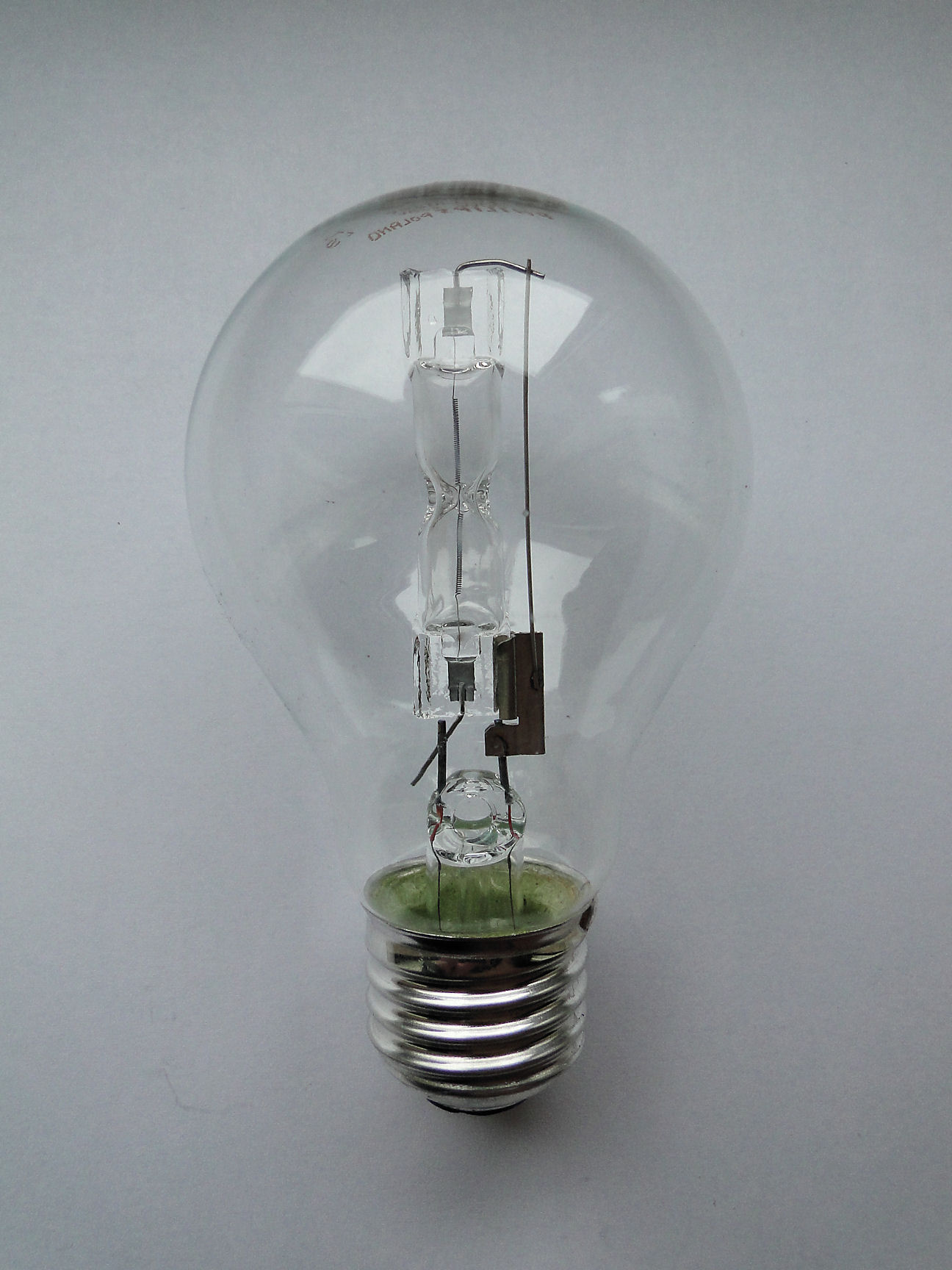
Lampa halogenowa o kształcie typowej żarówki z gwintem E27

Lampa halogenowa – rodzaj elektrycznego źródła światła. Jest to żarówka z żarnikiem wolframowym, wypełniona gazem szlachetnym z niewielką ilością halogenu (czyli fluorowca, np. jodu), który regeneruje żarnik, przeciwdziałając jego rozpylaniu, a tym samym ciemnieniu bańki od strony wewnętrznej.
Halogen tworzy związek chemiczny z wolframem (parami wolframu w bańce i na ściankach bańki). Związek ten krąży wraz z gazem w bańce w temperaturze panującej blisko żarnika, a następnie rozpada się na wolfram i fluorowiec. W rezultacie tej reakcji następuje przenoszenie cząstek wyparowanego wolframu z bańki na żarnik. Proces ten nazywa się halogenowym cyklem regeneracyjnym. Występowanie tego cyklu pozwala zwiększyć temperaturę żarnika do około 3200 K, zatem żarówki halogenowe cechują się wyższymi skutecznościami świetlnymi w porównaniu do zwykłych lamp żarowych (do 18 lumenów/wat).
Podane temperatury pracy żarnika odnoszą się do standardowych lamp, dla których przewidziano średni czas pracy 1000 godzin. Czasami, w sytuacjach, w których wymagane jest uzyskanie światła bardziej zbliżonego do światła dziennego (na planie filmowym), stosuje się żarówki pracujące z wyższą temperaturą żarnika. Trwałość takich lamp jest jednak znacznie mniejsza.
Zaletą lamp halogenowych są niewielkie rozmiary, emisja światła w całym paśmie widzialnym zbliżonego do słonecznego (duży wskaźnik oddawania barw), co pozwala na, tam gdzie wymagane jest dokładne oddawanie barw, np. oświetlanie dzieł sztuki, brak konieczności stosowania układów zapłonowych, możliwość stosowania ściemniaczy, niewielkie zmiany strumienia świetlnego w czasie eksploatacji, brak rtęci.
Wadą jest niewielka skuteczność w porównaniu do świetlówek i lamp LED, która wynika z emisji światła jako promieniowania cieplnego, czyli zamiany energii elektrycznej na ciepło, z którego niewielka część jest odprowadzana jako światło. Wiąże się z tym nagrzewanie lampy i jej otoczenia. Ich trwałość w porównaniu do lamp wyładowczych, czy lamp LED jest również mniejsza, jednakże lampy halogenowe mają dłuższy czas pracy od tradycyjnych żarówek.
Celem zmniejszenia emisji dwutlenku węgla, Komisja Europejska wprowadziła zakaz produkcji i sprzedaży żarówek halogenowych, obowiązujący od 1 września 2018.